# North Branford
North Branford – miasto w Stanach Zjednoczonych, w stanie Connecticut, w hrabstwie New Haven.